# Pałac Kawalera
Pałac Kawalera (także Dom Kawalera, niem. Kavaliershaus) – zabytkowy pałac w Świerklańcu.

## Historia
Obiekt wybudowany w latach 1903–1906 na zlecenie Guido Henckel von Donnersmarcka w stylu francuskiego neobaroku i wpisany do rejestru zabytków nieruchomych województwa śląskiego.  Projekt wykonał znany berliński architekt Ernst von Ihne, związany z dworem cesarskim w Berlinie.
Rezydencja rodu Donnersmarcków została wybudowana specjalnie dla Wilhelma II, który przyjeżdżał do Świerklańca na polowania. Budowlę wzniesiono w parku świerklanieckim w pobliżu nieistniejącego już pałacu zwanego „Małym Wersalem” lub „Śląskim Wersalem”. Pałac Kawalera pełnił zatem funkcję luksusowego domu gościnnego, uzupełniającego większy kompleks rezydencjonalny.
W latach 1924–1937 w pałacu mieszkał przewodniczący Komisji Mieszanej dla Górnego Śląska Felix Calonder. Po zakończeniu II wojny światowej obiekt, częściowo spalony, został odbudowany i w latach 50. oddany w zarząd PTTK, które urządziło w nim schronisko turystyczne. Na parterze urządzono restaurację i kawiarnię, a na piętrze usytuowano pokoje noclegowe dla 75 osób.
W późniejszych latach obiekt służył jako ośrodek szkoleniowy dla górnictwa. Potem w „Pałacu Kawalera” mieścił się hotel i restauracja, które funkcjonowały do marca 2015 roku. Obecnie odbywają się w nim wystawy, wernisaże i imprezy okolicznościowe. Dodatkowo w weekendy i (na życzenie) w ciągu tygodnia po pałacu i świerklanieckim parku zwiedzających oprowadzają przewodnicy zrzeszeni w Stowarzyszeniu Wrazidlok. Obiektem zarządza gmina Świerklaniec.

## Architektura
Obiekt w stylu francuskiego neobaroku został zaprojektowany przez Ernsta von Ihne. Budynek ma zwartą, prostokątną bryłę o dwóch kondygnacjach, z mansardowym dachem ukrytym za dekoracyjną balustradą attyki. Fasady łączą ceglane ściany z detalami wykonanymi z piaskowca – boniowane narożniki, gzymsy i obramienia okien nadają elewacjom dostojny charakter. Wejście główne ozdabia portyk z półkolistym portalem i kartuszem herbowym rodziny Donnersmarcków, a całości dopełniają stylowe rzeźby i wazony zdobiące balustradę attykową. Na frontonie pałacu wyryto napis: „Memento vivere” (Pamiętaj o życiu), napis miał zachęcać do zabawy.
Wnętrza pałacu cechowała wyrafinowana luksusowa aranżacja, nowoczesna jak na początek XX wieku. Do dyspozycji gości oddano reprezentacyjny hol z okazałą, dwubiegową klatką schodową – wyłożoną marmurem i zdobioną lustrami – prowadzącą na piętro. Pomieszczenia wyposażono w najnowocześniejsze udogodnienia: m.in. w wanny marki Royal sprowadzone z Ameryki (odlane z jednego kawałka fajansu), posadzki z marmuru, parkiety z drewna dębowego oraz centralne ogrzewanie, które działało bez zarzutu.
Rezydencję rodu Henckel von Donnersmarck otacza 185-hektarowy park w stylu francuskim.

## Galeria

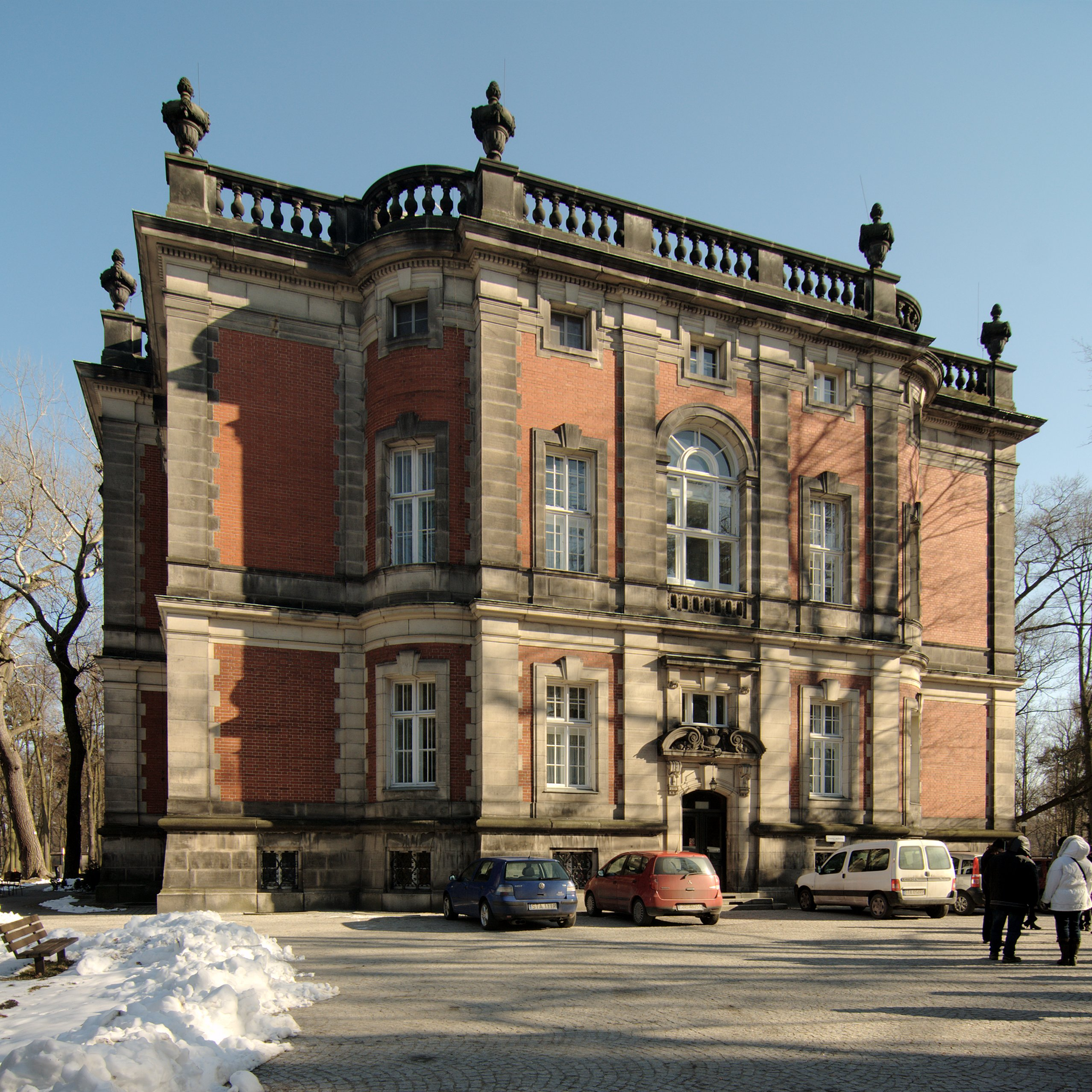
Elewacja północno-zachodnia (2013)
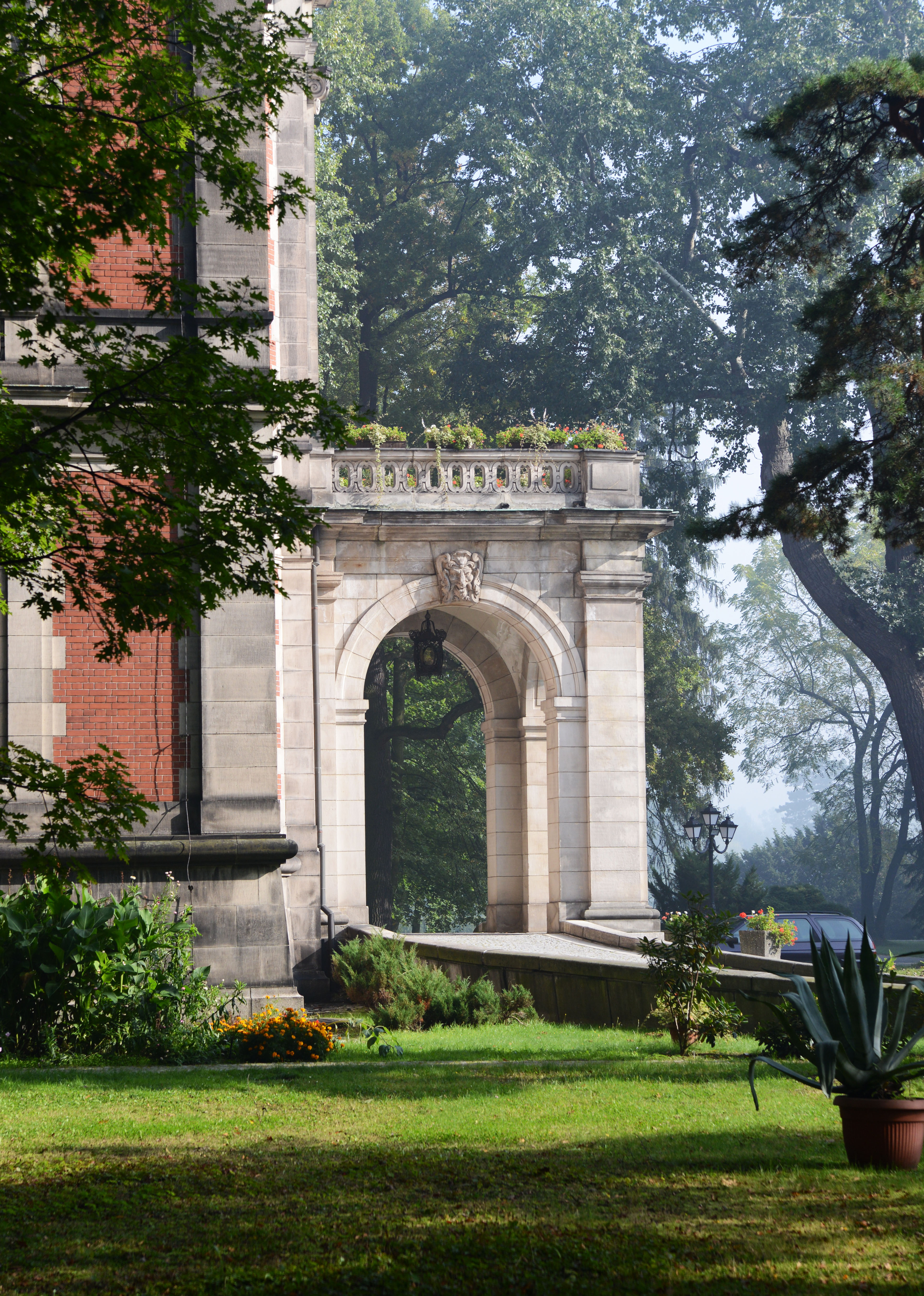
Wejście główne (2014)
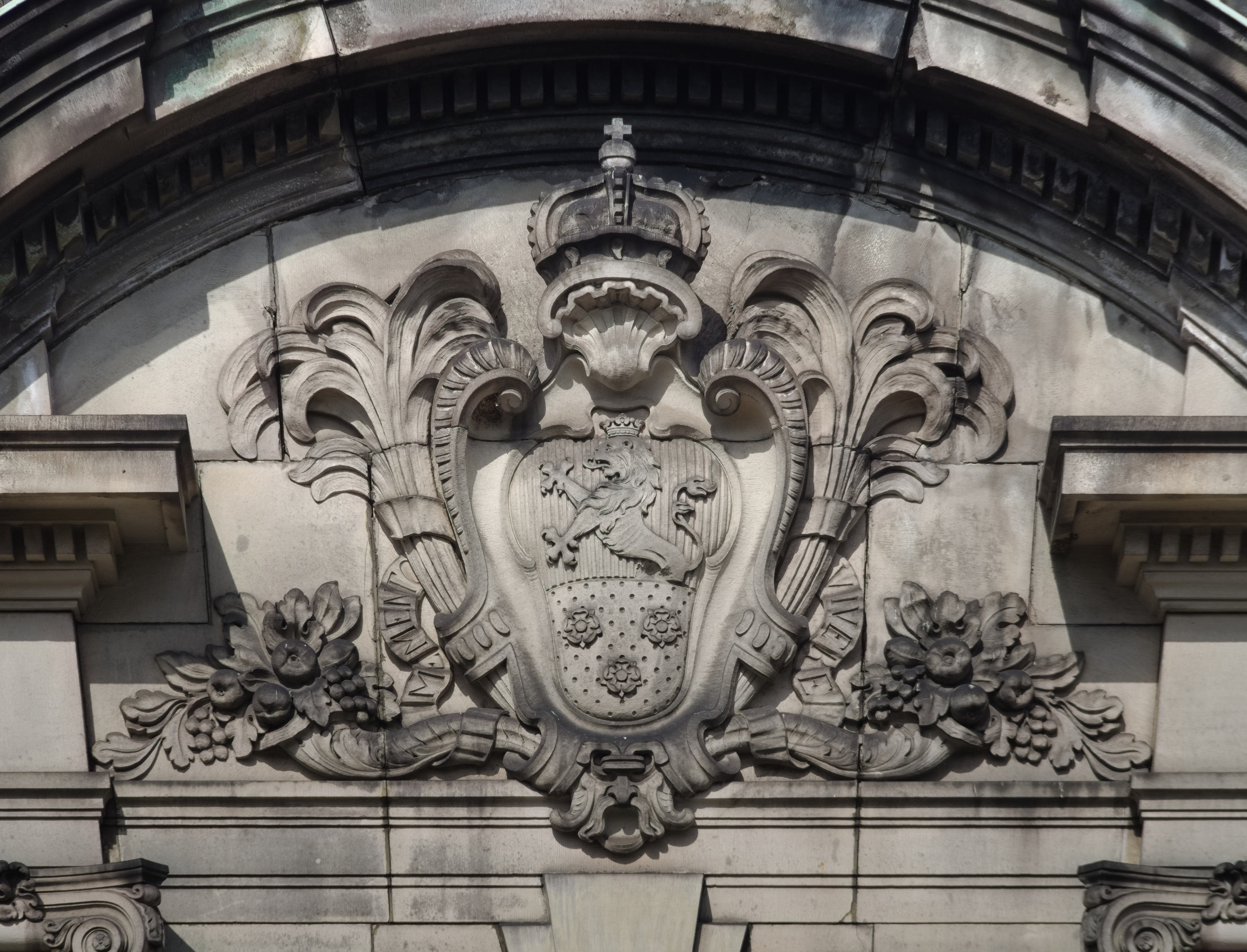
Herb Henckel von Donnersmarck (2021)
Herb Henckel von Donnersmarck
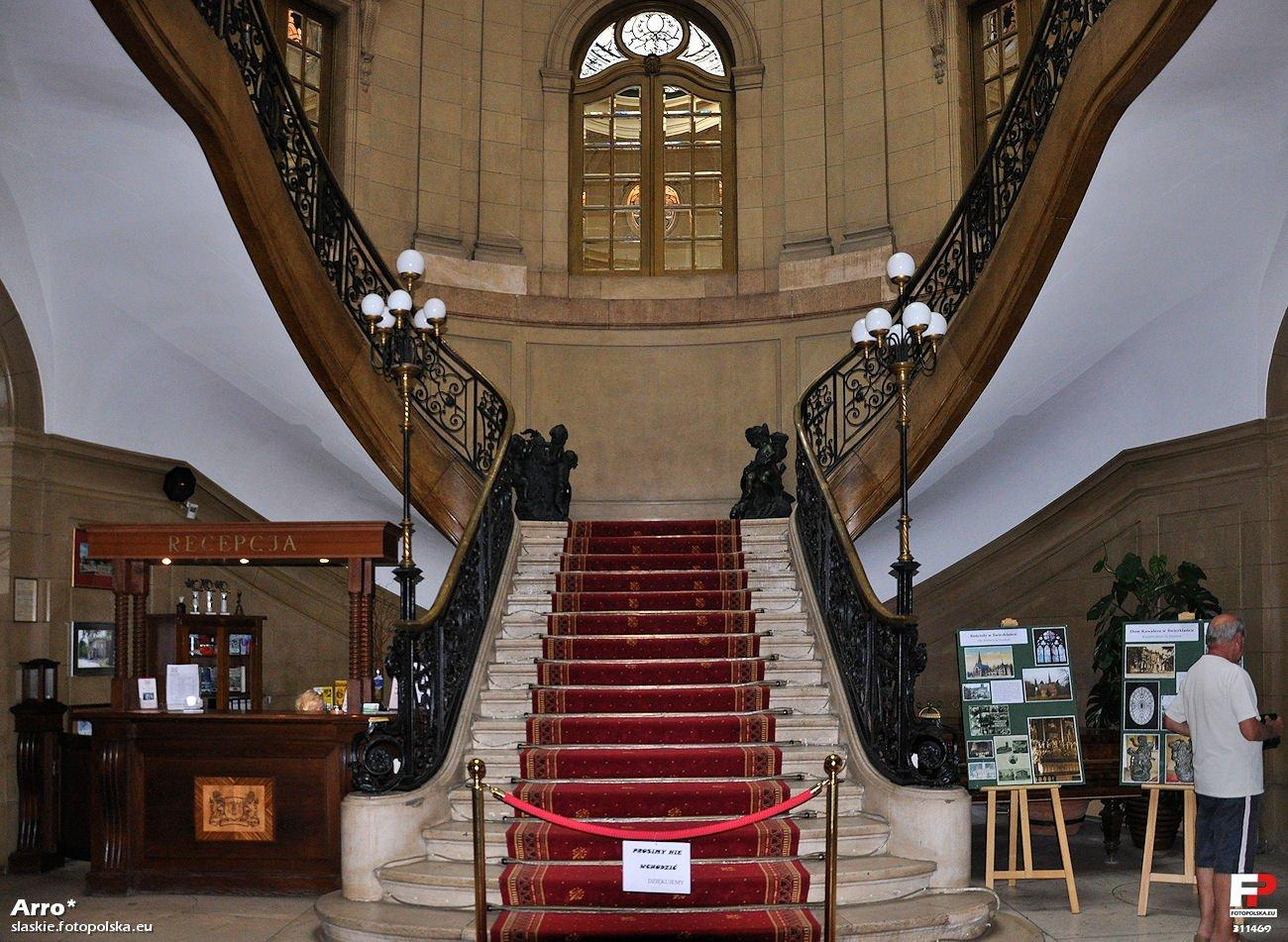
Hol i klatka schodowa (2011)
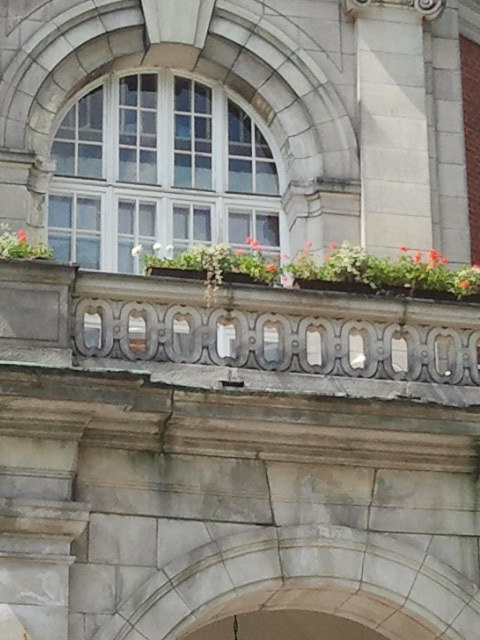
Balkon (2014)